# Günseli Başar
Günseli Başar (22 janvier 1932 - 20 avril 2013) est une candidate de beauté et chroniqueuse turque qui a été couronnée Miss Turquie 1951 et Miss Europe 1952,.